# Élections législatives de 1951 dans le Jura
Les élections législatives françaises de 1951 se tiennent le 17 juin. Ce sont les deuxièmes élections législatives de la Quatrième République.

## Mode de scrutin
Représentation proportionnelle plurinominale suivant la méthode du plus fort reste dans 103 circonscriptions, conformément à la loi des apparentements : les listes qui se sont « apparentées » avant l'élection remportent tous les sièges de la circonscription si leurs voix ajoutées obtiennent la majorité absolue des suffrages exprimés. Il y a 629 sièges à pourvoir.
Le vote préférentiel est admis. 
Dans le département du Jura, trois députés sont à élire.

## Candidats

### Liste du Mouvement républicain populaire
| N° | Candidats | Candidats            | Parti | Principales fonctions                               |
| -- | --------- | -------------------- | ----- | --------------------------------------------------- |
| 01 |           | Charles Viatte       | MRP   | Député sortant, ancien professeur, Lons-le-Saunier  |
| 02 |           | Jean Gravier         | MRP   | Agriculteur à Frontenay                             |
| 03 |           | Gilbert Cottet-Émard | MRP   | Épicier-boulanger, maire de Lavans-lès-Saint-Claude |

### Liste du Rassemblement des gauches républicaines et de l'Union des indépendants, des paysans et des républicains nationaux
| N° | Candidats | Candidats      | Parti | Principales fonctions |
| -- | --------- | -------------- | ----- | --- |
| 01 |           | Edgar Faure    | RGR   | Maire de Port-Lesney, conseiller général du canton de Villers-Farlay, Président du Conseil général, Ministre du Budget, député sortant |
| 02 |           | Henri Jouffroy | CNIP  | Maire de Chissey-sur-Loue, conseiller général du canton de Montbarrey, Président de la société fromagère                               |
| 03 |           | Pierre Debar   | RGR   | Propriétaire-exploitant à Saint-Didier                                                                                                 |

### Liste d'union républicaine, résistant et antifasciste présentée par le Parti communiste français
| N° | Candidats | Candidats        | Parti | Principales fonctions                                                                   |
| -- | --------- | ---------------- | ----- | --------------------------------------------------------------------------------------- |
| 01 |           | André Barthélémy | PCF   | Fonctionnaire des PTT, conseiller général, conseiller municipal de Dole, député sortant |
| 02 |           | Fernand Rolet    | PCF   |                                                                                         |
| 03 |           | Jean Pernier     | PCF   | Ouvrier diamantaire, Saint-Claude                                                       |

### Liste de la Section française de l'Internationale ouvrière
| N° | Candidats | Candidats    | Parti | Principales fonctions                                                                              |
| -- | --------- | ------------ | ----- | -------------------------------------------------------------------------------------------------- |
| 01 |           | André Socié  | SFIO  | Professeur, conseiller général, maire de Champagnole                                               |
| 02 |           | Roger Devaux | SFIO  | Artisan                                                                                            |
| 03 |           | Louis Paget  | SFIO  | Directeur de coopérative, mécanicien lunetier, maire de Morez, ancien Président du Conseil général |

### Liste du Rassemblement des groupes républicains et indépendants français
| N° | Candidats | Candidats     | Parti | Principales fonctions              |
| -- | --------- | ------------- | ----- | ---------------------------------- |
| 01 |           | Louis Jaillon | RGRIF | Hôtelier à Saint-Claude            |
| 02 |           | Marc Griffe   | RGRIF | Artisan diamantaire à Saint-Claude |
| 03 |           | Raymond Payot | RGRIF | Industriel                         |

### Liste du Rassemblement du peuple français
| N° | Candidats | Candidats      | Parti | Principales fonctions                                        |
| -- | --------- | -------------- | ----- | ------------------------------------------------------------ |
| 01 |           | Marcel Poux    | RPF   | Viticulteur négociant, conseiller général du canton d'Arbois |
| 02 |           | Henri Bonotaux | RPF   | Propriétaire à Offlanges                                     |
| 03 |           | René Duverne   | RPF   | Pharmacien à Saint-Claude, ancien déporté                    |

## Élus
| Député sortant   | Parti | Parti   | Député élu ou réélu | Parti | Parti   |
| ---------------- | ----- | ------- | ------------------- | ----- | ------- |
| André Barthélémy |       | PCF     | André Barthélémy    |       | PCF     |
| Charles Viatte   |       | MRP     | Charles Viatte      |       | MRP     |
| Edgar Faure      |       | Rad soc | Edgar Faure         |       | Rad soc |

## Résultats

### Résultats à l'échelle du département
- Il n'y a pas eu d’apparentement de conclu dans ce département.
- Les sièges sont répartis à la proportionnelle entre tous les partis.

| Parti    | Parti    | Tête de liste    | Résultats | Résultats | Sièges |  |
| Parti    | Parti    | Tête de liste    | Voix      | %         |        |  |
| -------- | -------- | ---------------- | --------- | --------- | ------ |  |
|          | MRP      | Charles Viatte   | 27 561    | 26,85     | 1      |  |
|          | RGR-CNIP | Edgar Faure      | 26 139    | 25,57     | 1      |  |
|          | PCF      | André Barthélémy | 19 738    | 19,23     | 1      |  |
|          | SFIO     | André Socié      | 13 862    | 13,51     | 0      |  |
|          | RGRIF    | Louis Jaillon    | 11 667    | 11,37     | 0      |  |
|          | RPF      | Marcel Poux      | 2 286     | 2,23      | 0      |  |
|          |          |                  |           |           |        |  |
| Inscrits | Inscrits | Inscrits         | 135 317   | 100,00    | 3      |  |
| Votants  | Votants  | Votants          | 104 472   | 77,21     |        |  |
| Exprimés | Exprimés | Exprimés         | 102 634   | 98,24     |        |  |